# Sansevieria raffillii
Sansevieria raffillii är en sparrisväxtart som beskrevs av Nicholas Edward Brown. Sansevieria raffillii ingår i släktet bajonettliljor, och familjen sparrisväxter. Inga underarter finns listade i Catalogue of Life.

## Bildgalleri

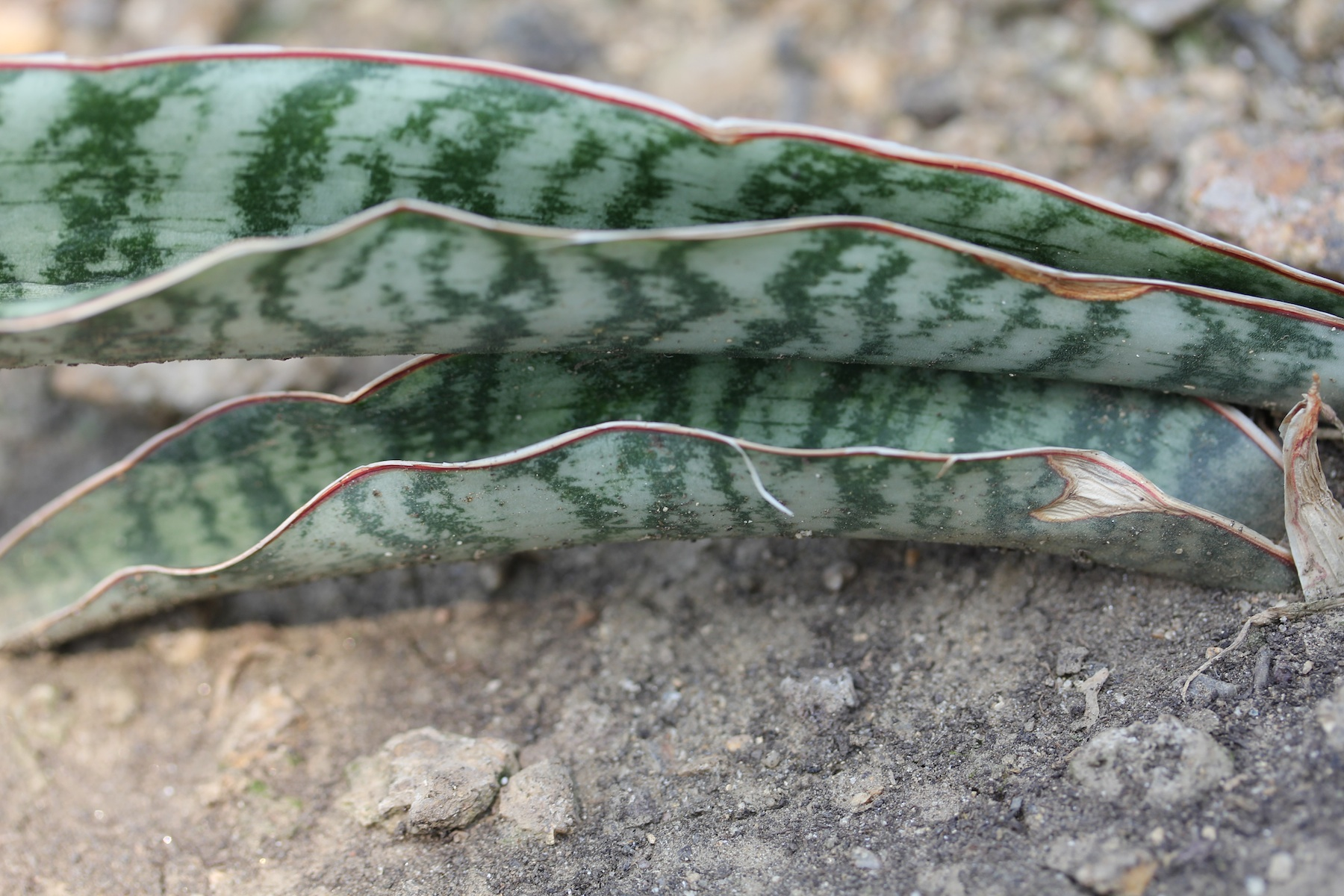